# 死之岛 (游戏)
《死之岛》（英語：Isle of the Dead）是由Rainmaker Software开发，Merit Software发行的冒险游戏，于1993年发行于DOS平台。游戏以杰克·邓巴为中心展开，他在飞机失事后被困在了一座神秘的热带岛屿上，岛上居住着由疯狂科学家控制的成群僵尸。游戏中，玩家可以与非玩家角色（NPC）互动，通过输入指令获得武器等物品。
《死之岛》最初被计划为一款砍杀游戏，旨在呈现恐怖纸浆漫画的感觉。游戏发行时附带了一本迷你漫画。该游戏得到了负面评价，无论是游戏发行时的评价还是回顾性评价都是如此，它的美术、游戏内地图和游戏性都饱受批评。《电脑游戏世界》等出版物称其为史上最差的电子游戏之一。

## 玩法与剧情

《死之岛》的游戏截图，其中主角拿着一把大砍刀

《死之岛》是一款第一人称射击和点击式冒险游戏。剧情讲述了玩家角色杰克·邓巴（Jake Dunbar）是飞机失事后的唯一幸存者，他被困在一个神秘的热带岛屿上，到处都是疯狂科学家的控制下的僵尸。玩家的目标是逃离这个岛屿，并拯救危难中的少女。
游戏中邓巴先从飞机残骸的中取出物品，随后开始探索海滩，并使用砍刀砍伐树丛向内陆移动。邓巴还可以与非玩家角色（NPC）互动并获得枪支，然而弹药稀少且有限。玩家可在“库存”页面中储存和获取物品。在获取物品时，游戏从3D切换到2D，玩家需要点击“看”（Look）、“获取”（Get）和“使用”（Use）等按键进行操作。游戏中还有会导致瞬间死亡的陷阱：例如在一个陷阱中，如果没有润滑枪支，枪会在邓巴的脸上炸开。退出游戏会导致邓巴中枪自杀。

## 制作与发行
《死之岛》由Rainmaker Software公司开发，并由位于美国德克萨斯州达拉斯的Merit Software公司发行。游戏由A·肖恩·格拉斯佩尔（A. Sean Glaspell）设计，布鲁斯·J·麦克（Bruce J. Mack）和布莱恩·凯尔希（Bryan Kelsch）进行编程，米克·弗里德曼（Myk Friedman）负责美术。制作组最初计划开发一款砍杀游戏，但程序员布莱恩·凯尔希不喜欢游戏没有理由地给玩家派任务。因此，编程团队为游戏添加了剧情，试图将游戏变成一款“好的砍杀游戏，但有一个强大的剧情”。凯尔希表示，游戏旨在体现恐怖纸浆漫画的感觉，因此发行时还附带了一本迷你漫画。《死之岛》曾在1993年消费电子展上展出。设计师肖恩·格拉斯佩尔表示，发行商预付的预算为3万美元，主要技术难点在于使游戏能在CD上运行。程序员布莱恩·凯尔希表示，他并不是很喜欢这款游戏，完成3D引擎和声音包等耗时5个月，使他感到厌倦。
该游戏于1993年发行于DOS平台，制作组曾试图将其移植到雅達利Jaguar CD上，但从未发行。

## 反响
在消费电子展上预览该游戏时，《电脑游戏世界》虽表示游戏的画面没有给他们留下深刻印象，但认为游戏通过“热情、血腥，还加了一点免费的辛辣T&A”来弥补这一不足之处。
《死之岛》在发行时得到了普遍负面的评价。桑迪·皮特森在《龙》的“观察者之眼”专栏批评该游戏的难度令人乏味，认为与僵尸战斗很枯燥而且太难。皮特森在该杂志中给了游戏零分，建议读者不要玩它。《Compute!》杂志的彼得·奥拉夫森（Peter Olafson）虽然对游戏画面持否定态度，但将《死之岛》的气氛与EC Comics的恐怖杂志相比较。为《电脑机游戏世界》（Computer Gaming World）撰文的克里斯·隆巴尔迪（Chris Lombardi）认为该游戏被设计得很坎普风，他还认为这是他所见过的最差的冒险游戏和3D游戏。在他们的15周年纪念刊中，《电脑游戏世界》将《死之岛》评为有史以来第32差的游戏，指出其“粗糙的画面，微弱的声音和微弱的3D引擎”。《Pelit》称这款游戏“向今年最差游戏的称号展开了激烈的争夺，因为几乎所有的东西都被搞砸了”。多家出版物将该游戏与其他第一人称射击游戏如《3D狼人杀》相比较。不同的是，《Electronic Games》给出了积极的评价，称无需认真对待该游戏。
对《死之岛》的回顾性评论同样负面。《Hardcore Gaming 101》的库尔特·卡拉塔（Kurt Kalata）表示，Rainmaker Software公司将点击式冒险和第一人称射击游戏中最糟糕的元素融合在一起，结果变成了“一个明显的垃圾”，他批评游戏缺乏受击反馈和死亡动画。但Kalata还认为，开发商要做的是一个“Z级特羅馬风格的游戏”，在这方面几乎达到了成功。《PC Gamer》的理查德·科比特（Richard Corbett）在他的“Saturday Crapshoot”专栏中批评游戏的结构和游戏内地图的无用。Rock, Paper, Shotgun的亚当·斯密（Adam Smith）称《死之岛》是他玩过的最糟糕的游戏之一，在主题和游戏性方面没有任何正确的地方。